# Nansei
Nansei (Japans: 南勢町, Nansei-chō) was een Japanse gemeente in het district Watarai van de prefectuur Mie. Op 1 november 2004 had de gemeente 9743 inwoners. De bevolkingsdichtheid bedroeg 88,7 km². De oppervlakte van de gemeente was 109,83 km².Op 1 oktober 2005 verdween de gemeente als zelfstandige entiteit.

## Geschiedenis
- De gemeente Nansei ontstond op 11 februari 1955 uit de fusie van 5 dorpen.
- Op 1 oktober 2005 fuseerde de gemeente  Nansei  met de gemeente Nanto tot de nieuwe gemeente Minamiise.

## Verkeer
Nansei ligt aan de autoweg 260 (naar Shima en Kihoku)

## Overig
- Zie ook Riukiu-eilanden, ook wel Nansei-eilanden genoemd.